# Leptonetidae
Leptonetidae zijn een familie van spinnen. De familie telt 16 beschreven geslachten en 210 soorten.

## Geslachten
- Appaleptoneta Platnick, 1986
- Barusia Kratochvíl, 1978
- Calileptoneta Platnick, 1986
- Cataleptoneta Denis, 1955
- Chisoneta Ledford & Griswold, 2011
- Falcileptoneta Komatsu, 1970
- Jingneta Wang & Li, 2020
- Leptoneta Simon, 1872
- Leptonetela Kratochvíl, 1978
- Longileptoneta Seo, 2015
- Masirana Kishida, 1942
- Montanineta Ledford & Griswold, 2011
- Neoleptoneta Brignoli, 1972
- Ozarkia Ledford & Griswold, 2011
- Paraleptoneta Fage, 1913
- Pararana Lin & Li, 2022
- Protoleptoneta Deltshev, 1972
- Rhyssoleptoneta Tong & Li, 2007
- Sulcia Kratochvíl, 1938
- Tayshaneta Ledford & Griswold, 2011
- Teloleptoneta Ribera, 1988
- Yueleptoneta Tong, 2022

## Taxonomie
Voor een overzicht van de geslachten en soorten behorende tot de familie zie de lijst van Leptonetidae.